# Die goldene Schale
Die goldene Schale (Originaltitel: The Golden Bowl) ist ein US-amerikanisch-französisch-britisches Filmdrama von James Ivory aus dem Jahr 2000. Die Handlung beruht auf dem Roman gleichen Titels von Henry James aus dem Jahr 1904.

## Handlung
Am Filmanfang wird gezeigt, wie einer der Vorfahren des Fürsten Amerigo seine Frau mit dem Stiefsohn in flagranti ertappt und beide töten lässt. Diese Geschichte erzählt Amerigo seiner Geliebten Charlotte Stant, während sie sein Anwesen in Italien besichtigen.
England in den ersten Jahren nach der Wende zum 20. Jahrhundert. Ein Grüppchen reicher Amerikaner verbringt die Zeit mit Müßiggang in London und auf herrschaftlichen Landsitzen. Dazu gesellt sich der aus Italien angereiste verarmte Adelige Amerigo, der um den Fortbestand seines renovierungsbedürftigen Palazzos in Rom fürchtet und auf eine reiche Heirat hofft. Auf Vermittlung von Fanny Assingham heiratet er schließlich Maggie Verver, Tochter des verwitweten amerikanischen Milliardärs Adam Verver. Dieser hat sein Vermögen mit fossilen Brennstoffen gemacht, sich von den Geschäften zurückgezogen und betätigt sich nun in Europa als Kunstsammler bedeutender Werke alter Meister. Sein Ziel ist es, mit den Ankäufen ein Museum in seiner Heimatstadt American City zu gründen. Charlotte, eine ehemalige Schulfreundin Maggies, gesellt sich zu dem Kreis. Was niemand außer Fanny weiß: Charlotte und Amerigo verband einst in Rom eine leidenschaftliche Affaire, die wegen beider Mangel an Vermögen nicht in eine Ehe mündete. Die beiden fühlen sich nach wie vor erotisch zueinander hingezogen. Charlotte heiratet Adam Verver, um weiterhin mit ihrem Geliebten zusammen sein zu können. Im Geheimen führen Amerigo und Charlotte ihre Beziehung auf Initiative Charlottes und nach anfänglichen Skrupeln Amerigos fort – begünstigt durch das enge Verhältnis von Vater und Tochter, die Feste und Veranstaltungen eher meiden, lieber ihre Zweisamkeit genießen und ihre jeweilige Ehepartner alleine miteinander auf Gesellschaften gehen lassen. Fanny und auch Adam ahnen die Affaire, halten sich aber mit Rücksicht auf die gutgläubige und naive Maggie zurück.
Fünf Jahre vergehen, Amerigo und Maggie haben mittlerweile einen Sohn. Zufällig entdeckt Maggie die Affäre ihres Mannes, als sie als Geschenk für ihren Vater ausgerechnet die kostbare vergoldete Schale aus Bleikristall ersteht, die Charlotte einst drei Tage vor Maggies Hochzeit bei einem Antiquitätenhändler in London als Hochzeitsgeschenk hatte kaufen wollen. Der Händler kann sich noch gut an Charlotte und Amerigo erinnern, und zwar als Liebespaar. Er entdeckt ein Foto von ihnen im Salon, als er Maggie die Schale persönlich vorbeibringt, um ihr mitzuteilen, dass diese einen Sprung habe und daher weniger koste, als zuvor vereinbart. Maggie reagiert hysterisch, als sie begreift, dass Amerigo und Charlotte bereits vor ihrer und Amerigos Hochzeit ein Verhältnis miteinander hatten. Die zufällig anwesende Fanny lässt das Corpus Delicti am Boden zerschellen. Maggie konfrontiert Amerigo mit seiner Untreue. Er zeigt sich reuig, entscheidet sich für Maggie und ihren gemeinsamen Sohn und weist die am Boden zerstörte Charlotte endgültig ab. Wegen der großen Liebe zu Amerigo und aus Rücksicht gegenüber ihrem Vater verrät Maggie diesem jedoch nichts; auch Charlotte erfährt nicht, dass ihr Geheimnis entdeckt ist. Stattdessen überredet Maggie ihren Vater, mit Charlotte so bald wie möglich nach Amerika abzureisen. Nach anfänglichem Sträuben willigt Charlotte ein und bemüht sich, das Beste aus ihrer Situation zu machen. Sie arbeitet sich in Kunstgeschichte ein und wird bald eine anerkannte Expertin für die Kunstsammlung ihres Mannes. Gemeinsam mit seiner Sammlung verlässt das Ehepaar mit dem Dampfer Europa und wird bei seiner Ankunft in Amerika von der Presse begeistert umjubelt.

## Kritiken
Roger Ebert schrieb in der Chicago Sun-Times vom 18. Mai 2001, dass die Geschichte ein ideales Projekt für James Ivory, Ruth Prawer Jhabvala und Ismail Merchant scheine. Der verfilmte Roman sei jedoch einer der schwierigsten Romane von Henry James, in dem die Geschichte im Wesentlichen durch das erzählt werde, was unausgesprochen bleibe. Er mache es den zeitgenössischen Filmzuschauern nicht leicht, die eine klare Trennung von Gut und Böse sowie ein Happy End erwarteten. Sein eigentlicher Bösewicht sei das auf Klassen beruhende System, das die armen Menschen zwinge, nach den Spielregeln der reichen Menschen zu handeln. Ebert schrieb, er bewundere den Film (I admired this movie).
Das Lexikon des internationalen Films schrieb, der Film sei ein „intelligentes Spiel der Irrungen und Wirrungen“. Die Darstellungen und die Bilder werden gelobt, aber die „formale Brillanz“ als altmodisch kritisiert.
Katrin Wissbar bezeichnete den Film in der Berliner Zeitung als ein „opulentes Meisterwerk“ von Landschaften, Kulissen und Kostümen. Sie kritisierte die „zeitweise langatmige“ Handlung.
Cinema nennt den Film eine „Grandiose Literaturverfilmung des Gewandmeisters James Ivory“ und bekräftigt: „Ivory kleidet den Betrug in Samt und Seide, ohne die komplexen Charaktere unter Rüschen zu begraben. Die Kraft seines Dramas liegt in den Nuancen: den kleinen Gesten der Heimlichtuer, Blicken, Ahnungen, Andeutungen. Ivory beobachtet scharf, urteilt aber nicht.“
Weniger euphorisch äußerten sich die Kritiker von Prisma: „Trotz exzellenter Bilder und hervorragender Darsteller macht sich bei diesem Dialog lastigen Geplänkel schnell Langeweile breit. So ist dies sicherlich nur etwas für Fans von geschwätzigen Ausstattungsfilmen.“

## Auszeichnungen
James Ivory wurde im Jahr 2000 für die Goldene Palme nominiert. Der Szenenbildner Andrew Sanders gewann im Jahr 2001 den Evening Standard British Film Award.

## Hintergrund
Die Dreharbeiten fanden in verschiedenen Herrenhäusern, auf Landsitzen und Schlössern in England sowie in Rom statt, u. a. im Palazzo Borghese und im Palazzo Massimo alle Colonne. Die Produktionskosten betrugen schätzungsweise 15 Millionen US-Dollar. Der Film spielte in den Kinos der USA ca. 3 Millionen US-Dollar ein.
Am Filmset gerieten Kate Beckinsale und Jeremy Northam derartig aneinander, dass der Ehemann von Kate Beckinsale ihrem Schauspielpartner Jeremy Northam Prügel androhte. Für den geplagten Regisseur James Ivory war dies ein Glücksfall, denn die Spannung zwischen den Dickköpfen übertrug sich wundervoll auf die Leinwand.